# دوپیوو
دوپیوو (به لهستانی:  Dopiewo) یک روستا در لهستان است که در گمینا دوپیوو واقع شده‌است. دوپیوو ۲٬۷۳۳ نفر جمعیت دارد.